# 노스아메리칸 F-100 슈퍼세이버
F-100는 미국의 노스 아메리칸사에서 개발된 세계 최초의 초음속 전투기로, F-86 세이버의 후속기로 개발되었다. 별칭은 슈퍼 세이버(Super Sabre)이다.

## 개발
1949년 2월, F-86의 후계기로 주 날개 후퇴각이 F-86의 35도에서 45도로 변경된 것을 의미한 '세이버 45'라는 명칭을 가지고 개발을 시작하였다. 1951년 11월, 미국 공군과 노스 아메리칸사와의 사이에 시험 제작기 YF-100 A·2기와 양산기 F-100 A·203기의 제조 계약이 이루어졌으며, 1953년 5월 25일에 XJ57-P-7 터보 제트 엔진을 장착한 최초의 YF-100A 시험 제작기가 음속을 돌파하면서 첫 비행에 성공하였다. 1953년 10월 29일, YF-100A의 순항속도가 당시로서는 세계 기록인 1,215 km/h를 기록하였으며 개선을 통해 미국 공군에 도입되었다.
노스 아메리칸사에서는 발전형의 YF-107도 시작되었지만, 채용에 이르지는 않았다.

## 기체
기수에 인 테이크를 가지고 있으며, 후퇴각을 가지는 주 날개는 약간 높은 저날개로 배치가 되었다. 공중 급유 능력이 없었지만, 후에 개수에 의해 수유 프로브가 증설되었다.

## 운용

### 미국
본래 영공 방어를 위해 개발되었으나, 전투 폭격기로서의 운용이 많았다.
1953년, F-100A가 군에 인도된 뒤 시험비행을 거쳐 1954년 9월부터 운용을 시작했다. 도입 당시, 냉전으로 MiG-19의 존재를 인식하지 못했던 미국에서는 세계에서 가장 고성능의 전투기로 평가하였다. 이후 롤 중에 사고가 잇따랐으며, 1954년 10월 12일에는 급강하 사고가 일어나 조종사가 회복 불능상태가 되어 1954년 11월부터 1955년 2월까지 비행 정지 조치를 취해, 수직꼬리 면적을 27% 확대함과 동시에 주 날개의 연장 등의 개수를 했다. 1955년, F-100C가 시험 비행을 거쳐 도입되었으며, 1956년에는 날개 면적 등을 증가시킨 전투 폭격기형 F-100D가 도입되었다. 도입 이후 1968년까지 미국 공군의 곡예비행대 · 선더버드에서 사용된 것 외에 제로 거리 발진의 시험 등 실용적인 측면에서도 다양하게 이용되었다.
이후, F-100D가 베트남 전쟁에서 전투 폭격기로 잠시나마 이용되나, F-105가 도입된 이후 폭격 임무에서는 배제된다. F-105가 MiG-17에 격추되어 손실이 커지자 호위 전투기로 사용하게 되었는데, 당시 공대공 전투의 필수 장비가 되고 있던 수색 레이다를 가지지 않았고, 조준기도 F-86A가 사용했던 APG-30을 장비하고 있어 F-105와는 달리 MiG-17을 격추할 수는 없었다.
F-4가 등장하면서 남베트남의 근접 항공 지원임무로 돌려져 1971년까지 사용되었으나, 여기에서 또한 무수한 단점이 발견되어 미국 공군이 A-10을 개발하는 계기가 된다.
베트남 전쟁이 끝난 이후 1979년까지 미국 공군 주 방위군에서 사용하였으며, 퇴역 처리된 기체 중 일부를 터키 공군에 양도하였다.

### 터키
F-4E나 F-104G, F-102A, RF-84F등과 함께 키프로스를 둘러싼 그리스와의 전쟁에 투입되었다. 대지 공격에는 큰 힘을 발휘하였지만 장비가 구식이라 손실도 만만치 않았다. (1974년 7월 21일, 그리스 해군 플레처급 구축함의 40mm 대공포에 의한 포화로 한 번에 4기가 격추되기도 하였다). 미국 공군 및 덴마크 공군에서 퇴역 처리된 기체를 양도받아 1990년대 후반까지 사용하였다.

### 프랑스
1958년부터 85기의 F-100D와 15기의 F-100F가 사용되었다.

### 덴마크
1959년부터 1974년까지 F-100 D/F를 총 74기 도입하였다. 1982년, 모두 퇴역하였으며 일부 기체는 터키 공군에 양도하였다.

### 중화민국
1958년부터 F-100A/RF-100A를 도입하였다. 중국 본토 정찰에 사용되었으며, 인민해방군이 기체 중 일부를 요격하였다.

## 도입 시도국

### 일본
항공 자위대의 F-86 세이버의 후계기를 찾는 사업인 F-X)의 후보가 되기도 했으나, 제 1차 F-X 문제로 사업 자체가 백지화되면서 레이다를 탑재한 요격 전투기종인 F-100J가 도입되지 못했다. 한 때, F-100기를 80기 라이센스 생산해 도입하려 했었으나, 기시 노부스케수상에 의해 취소되었다.

## 파생형
- YF-100A：시험 제작기. 2기 제조. XJ57-P-7 엔진 탑재.
- F-100A：초기 양산형. 203기 제조. 20 mmM39 기관총 2문 탑재.
- RF-100A：정찰기형. A형에서 4기 개수.
- F-100B：J75 엔진 탑재. YF-107으로 명칭 변경.
- F-100C：전투 폭격기형. 기관총 4문, 연료 탱크 증량. 476기 제조. J57-P-21 엔진 탑재.
- TF-100C：연습기형.
- F-100D：전투 폭격기형. 1,274기 제조.
- F-100F：복좌 연습기형. 339기 제조. 이 중 7기가 와일드·위젤로 개수되었으며 SEAD 임무에 사용되었다.
- F-100J
- DF-100F
- NF-100F
- TF-100F

## 작품
- 만화 「에리어 88」(아라타니인가 있다): F-100이 믹키·사이몬의 초기 탑승기로서 등장.

## 비교 대상
- MiG-19：세계에서 두 번째로 개발된 초음속 전투기이다. 병기 탑재량이나 항속 거리가 F-100에 비해 작으며, 전투 폭격기로 개조되거나 사용하지 않았다.

## 사진
. Video

## 같이 보기
- 노스아메리칸 F-86 세이버
- 미코얀-구레비치 MiG-19
- 보우트 F-8 크루세이더